# 贵族民主制

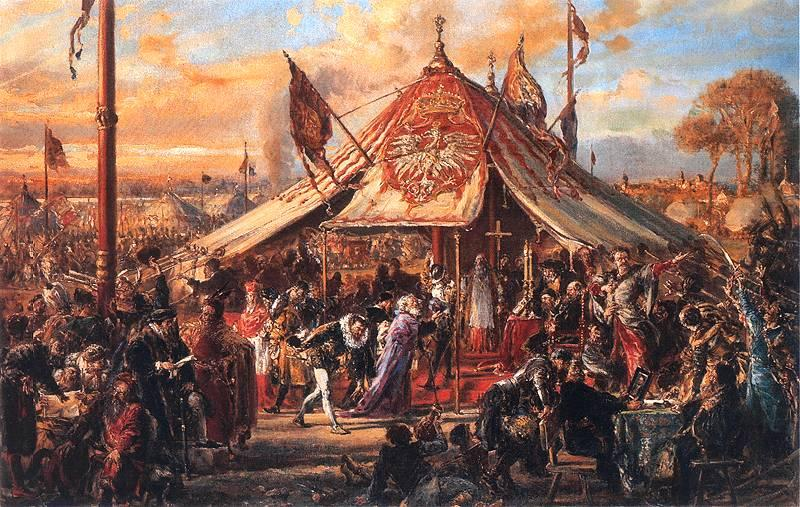
共和國的權力巅峰，黃金自由，1573年的贵族选举。扬·马特耶科繪製

贵族民主制（拉丁語：Aurea Libertas），有时翻译为黄金自由制、贵族自由制或贵族联盟（波蘭語：或Złota Wolność）为一种在波兰王国和卢布林联合后的波兰立陶宛联邦所采用的独一无二的贵族制政体。在这个政体中，所有拥有直接财产的贵族（施拉赤塔）的权力相当，并掌控强大的权利和特权。贵族控制立法机关（瑟姆—波兰议会）和联邦的获选君王。

## 发展
这个在它所处的时代里非常特别的政体源于施拉赤塔（贵族阶级）对其他社会阶级的与君主制政体的胜利。最后，施拉赤塔积累了让任何波蘭君王都無法剝奪的特权。
两国联邦的政治教条是：本国是一个国王之下的共和国。司法官扬·扎莫厄斯基以这句话总结了上述教条：“国王当政但不统治”（"Rex regnat sed non gubernat"）联邦有一个议会，称作「瑟姆」，相当于参议院和选举的国王。国王在他的任期里不得不在亨利国王条款和商定协议的谈判中详述他会尊重公民的权利。
君王的权力很有限，他的权力被人数巨大的贵族阶级的权利替代。每一位新国王不得不赞成波兰政体的基础——亨利国王条款（其中甚至还有近乎于前所未有的对宗教宽容的保证）。随着时间的流逝，亨利国王条款与女修道院条约逐渐合二为一，国王选举制支持这些详尽的承诺。在那一点上，国王事实上是贵族阶级的伙伴，并经常被参议员监督。
联邦整体的基础，“贵族民主制”包括：
- 自由选举权：所有贵族根据其意愿参加；
- 瑟姆，每两年由国王命令召开的国会；
- 女修道院条约（拉丁文：pacta conventa），由国王选举制“支持的协议”，包括权力清单，约束国王的条约，起源于更早的亨利国王条款；
- 起义（rokosz），施拉赤塔的权力，可以对侵犯他们自由的国王发动起义；
- 自由否决权（拉丁文：liberum veto），个人土地公使的权力，可以在瑟姆开庭时反对较多人发起的决定；在使用“自由否决”后可以令在开庭时宣布通过的所有法规无效；在17世纪后半期的危机后，波兰贵族也可以在地方瑟姆中使用自由否决权；
- 结盟（波兰语：konfederacja，来自于拉丁文：confederatio），为通过常见政治目标组织军队的权利。

联邦政体很难简单地分类，但是可以通过它的特点暂时描述为以下几个制度的混合物：
- 邦联制和联邦制，关于它的地区的广泛的自治权。然而它很难称联邦为邦联或是联邦，联邦政体是它们两者的混合物（中文通称“波兰立陶宛联邦”为“联邦”）；
- 寡头政治，[2]只有施拉赤塔——约占人口的10%——拥有政治权利；
- 民主制，因为所有的施拉赤塔在权力和特权上人人平等，而且瑟姆可以在重要事情，法律，外交事务，宣战和税收（更改现有税种或征收新税）上否决国王。而且，在国家中有10%的人享有政治权利（施拉赤塔）与任何其他欧洲国家相比，是十分先进的；在1831年法国只有1%的人有投票权，而在1867年英国也只有3%的人有投票权；
- 选举君主制，因为君主由施拉赤塔选举，是国家元首；
- 君主立宪制，因为君主受限于女修道院条约和其他法律，而且施拉赤塔可以违抗他们认为国王任何不合法的任何命令。

## 评价
“贵族民主制”是独一无二的制度，也是波兰政体有争议的一点。它是个例外，是以强大的贵族和弱小的国王构成为特点，在专制主义在欧洲主要国家之间盛行的时候——但是波兰的这种制度，这个例外与某些现代价值观念相符。在大多数欧洲国家日趋中央集权化，君主专制，宗教与王朝之间处于战争状态时，联邦却大胆做出权力分散、邦联制、联邦制、民主制、宗教宽容甚至是和平主义的尝试。因为瑟姆经常否决君王发动战争的计划，这导致贵族们对民主和平论的辩论。这个政体是现代观念泛民主，君主立宪制和联邦制的先驱者。联邦的施拉赤塔赞赏抵抗的权力，社会契约论，个人自由，被赞成的政府的原则，依靠自己的价值观——所有在现世中流行的自由民主的价值观。正像19至20世纪的自由民主主义者，波兰贵族关注国家的权力。波兰贵族受到专制国家的强烈反对。
或许波兰的“贵族民主制”与欧洲以外的北美——美国南部的蓄奴阶级最为接近，美国当地的蓄奴民主主义者和开国者例如托马斯·杰佛逊或乔治·华盛顿的观念与联邦的贵族改革主义者有颇多相似之处。并非巧合的是，在1791年联邦颁布了世界第二老的国家宪法。
但是其他人批评贵族民主制，指出它仅局限于贵族阶层，不包括平民阶层而且没有向人民的大多数提供自由的法律体系，引起城市的缓慢发展和农民的农奴待遇。联邦被称为贵族的乐园，有时是——犹太人天堂，但也是市民（中产阶级）的炼狱和农民的地狱。甚至在贵族（施拉赤塔）中，贵族民主制被滥用，而且 被他们的最强者（权贵）扭曲。可是，“犹太人天堂，但也是市民的炼狱与农民的地狱”是由德裔犹太小说家阿尔弗雷德·多布林第一次提出的，而非是当时的人说的，所以应该评估这句话的真实性。事实上大部分俄罗斯农民从他们残忍的领主那里逃到开放的波兰，并安置下来是事实。，这是所谓的“农民的地狱”的反例。
在贵族民主制的尽头，它被批评，并为“内战与外族的入侵，国力虚弱，不决断和精神的贫乏”负责。联邦没有转变为专制与民族国家的“现代”政体，因为自由否决权和对贵族民主制的其他滥用让联邦因处于混乱的边缘而江河日下。施拉赤塔的多数票让他们相信他们住在一个完美的国家里，并信仰萨尔马提亚主义，直到它的强弩之末。因为施拉赤塔拒绝为组织一支强大而现代的军队而征税，而且权贵受到国外势力的贿赂而瘫痪联邦政体，联邦不能跟上它军事化越来越明显的和办事效率越来越高（因为官僚制）的邻国，变为了邻国的肥肉。最后波兰被瓜分，并在18世纪末瓜分波兰时成为了强大的专制邻国的附庸国。

## 其他各国与其相似的制度
贵族民主制创造了在他的时代中并不寻常的国家，尽管如此在当时的城邦，例如威尼斯共和国仍然能找到与其相似的制度。（有趣的是这两个国家都被称为“最尊贵共和国。”）意大利躲过了贵族民主制下的波兰的悲惨命运；第一是因为法国和西班牙的世俗国王与教皇的无能，让他们在瓜分国家时相互妥协，之后通过对哈布斯堡统治的回应，最迟于1861年完全统一全国，支持当时萨丁尼亚国王萨伏依王朝的维托里奥·埃马努埃莱二世统治下的民族国家意大利王国。
无论如何，最重要的一点是因为威尼斯共和国与后来的意大利都没有“自由否决权”这种制度。